# Lilla Sadeln
Lilla Sadeln är en klippa i Finland.   Den ligger i kommunen Raseborg i den ekonomiska regionen  Raseborg  och landskapet Nyland, i den södra delen av landet, 80 km sydväst om huvudstaden Helsingfors.
Terrängen runt Lilla Sadeln är mycket platt.